# Poema de Córdoba (Julio Romero de Torres)
Poema de Córdoba es un políptico obra del pintor Julio Romero de Torres. El políptico, compuesto de siete paneles, es una alegoría de la ciudad de Córdoba a través de sus personajes históricos más ilustres. Actualmente se conserva en el Museo Julio Romero de Torres.
Fue expuesto en Madrid en la Exposición Nacional de Bellas Artes de 1915. Entre el 27 de abril y el 8 de septiembre de 2013 estuvo temporalmente expuesto en el Museo Carmen Thyssen Málaga en el marco de la exposición «Julio Romero de Torres: Entre el mito y la tradición».

## Descripción de la obra
La obra se trata de un políptico compuesto por siete paneles del mismo tamaño excepto el central, que es de mayor tamaño. Cada panel representa alegóricamente a la ciudad a través de algunos de sus personajes más ilustres. De izquierda a derecha: Córdoba guerrera, Córdoba barroca, Córdoba judía, Córdoba cristiana, Córdoba romana, Córdoba religiosa y Córdoba torera.
- Córdoba guerrera: Es una alegoría de la Córdoba del Gran Capitán.[1] En primer plano aparece una mujer con vestido dorado y un mantón rosado. Al fondo aparece un paisaje ficticio en el cual pueden distinguirse el monumento al Gran Capitán, la fachada occidental de la Mezquita-Catedral y la portada del palacio de los Páez de Castillejo. La modelo fue Dolores Castro, conocida como «Pirola, la gitana».[1]Según el boceto de la obra de 1913 ubicado en el Museo Carmen Thyssen de Málaga, el personaje elegido era Almanzor, ya que estaba dedicado a la Córdoba musulmana. El pintor seguramente cambió de parecer al cumplirse el IV centenario del Gran Capitán.[4]
- Córdoba barroca: Es una alegoría de la Córdoba de Luis de Góngora.[1] En primer plano aparece una mujer con vestido grisáceo y un mantón negro, apoyada con ambos brazos sobre un muro. Al fondo un paisaje ficticio en el que se distingue una escultura sobre un pedestal que representaría a Góngora. La modelo fue Encarna Rojas.[1]
- Córdoba judía: Es una alegoría de la Córdoba de Maimónides.[1] En primer plano aparece una mujer con vestido blanco y mantón negro, con la espalda recostada sobre una pared. Al fondo se aprecia un paisaje basado principalmente en la plaza de la Fuenseca y en la que destaca una estatua ficticia que representaría al famoso filósofo y médico judío. Al fondo de la calle se distingue el Arco del Portillo. La modelo fue Amalia Fernández Heredia.[1]
- Córdoba cristiana: Es una alegoría de San Rafael, el ángel custodio de la ciudad. Es el panel central y el de mayor tamaño. En primer plano aparecen dos mujeres en el interior de un edificio, una vestida de negro con mantilla del mismo color y, la otra, con un vestido blanco y mantón rosado. Ambas mujeres, situadas a ambos lados del panel, sostienen entre ambas una escultura del arcángel San Rafael, inspirada en el lienzo de Valdés Leal. En el exterior, tras un arco de medio punto, puede observarse un paisaje ficticio compuesto de dos edificios y una fuente. Las modelos fueron de izquierda a derecha Adela Portillo, esposa del guitarrista Andrés Segovia, y Rafaela Torres, modelo profesional.[1]
- Córdoba romana: Es una alegoría de la Córdoba de Séneca.[1] En primer plano aparece una mujer con vestido dorado y mantón marrón. Al fondo aparece la Puerta del Puente y una estatua ficticia que representaría al filósofo Séneca. La modelo fue Adela Moyano.[1]
- Córdoba religiosa: Es una alegoría de la Córdoba de San Pelagio.[1] En primer plano aparece una mujer vestida de negro con mantilla de igual color, con los brazos cruzados sobre el pecho. Al fondo se observa un paisaje basado en la plaza de Capuchinos. La modelo fue Rafaela Ruiz.[1]
- Córdoba torera: Es una alegoría de la Córdoba de Lagartijo.[1] En primer plano aparece una mujer con un mantón rojizo sobre el hombro, simulando ser un capote de brega. Al fondo puede distinguirse la plaza de la Corredera así como un monumento ficticio al torero Lagartijo. La modelo fue Ángeles Muñoz.[1]

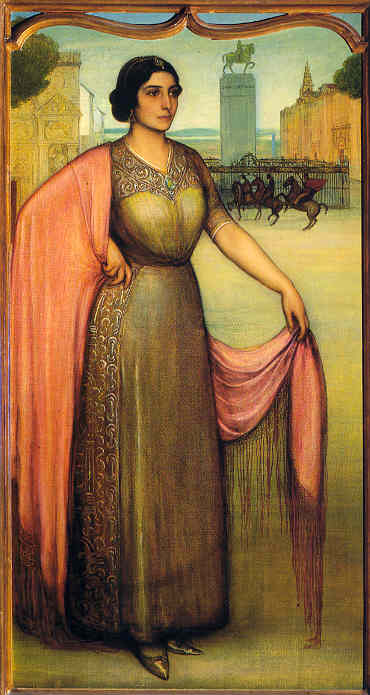
Córdoba guerrera.
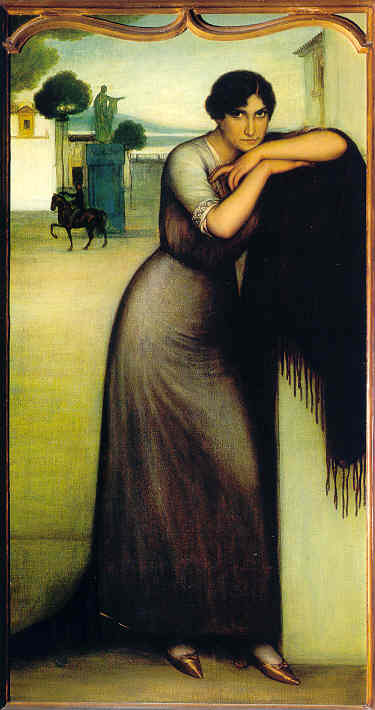
Córdoba barroca.
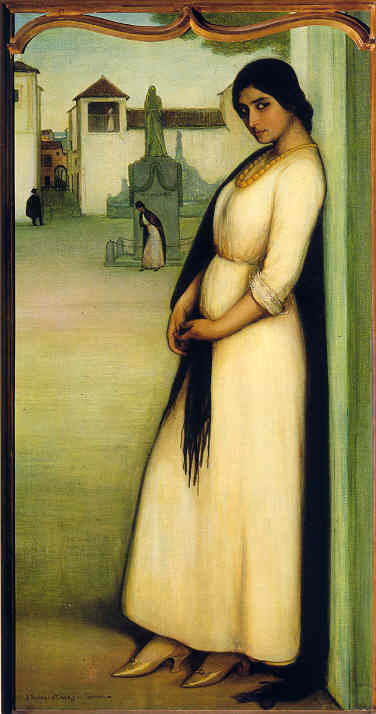
Córdoba judía.
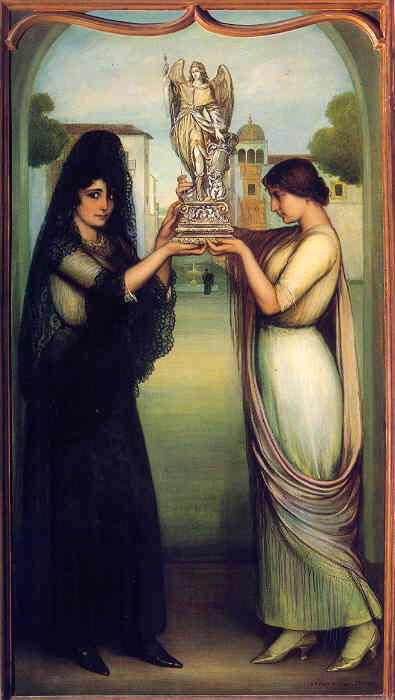
Córdoba cristiana.
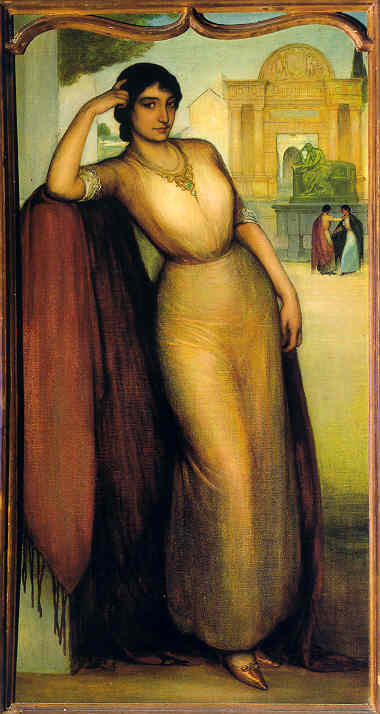
Córdoba romana.
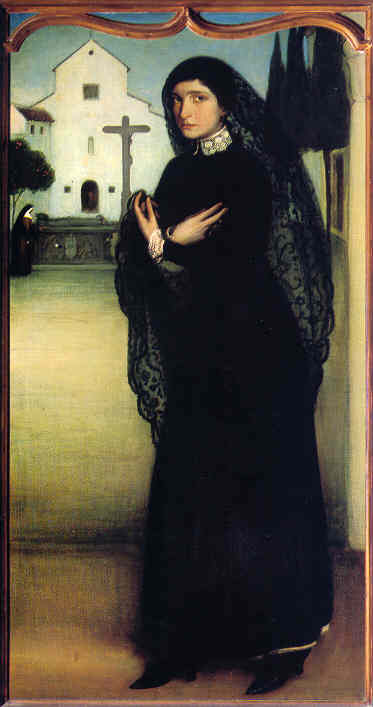
Córdoba religiosa.
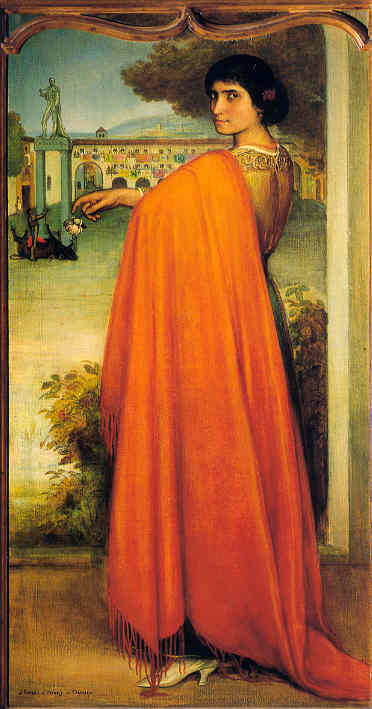
Córdoba torera.